# Косовска-Митровица (община)
Косовска Митровица (серб. Косовска Митровица) — община в Косово, входит в Косовско-Митровицкий округ. Территория общины к северу от реки Ибар является частью Северного Косова, населённого сербским большинством. Звучат предложения выделить эту часть общины в отдельный муниципалитет Северная Косовска-Митровица.
Занимаемая площадь — 336 км².
Административный центр общины — город Косовска Митровица. Община Косовска Митровица состоит из 49 населённых пунктов, средняя площадь населённого пункта — 6,9 км².